# Karlo Ressler
Karlo Ressler, hrvatski pravnik, hrvatski političar i zastupnik u Europskom parlamentu od 2019. godine. Potpredsjednik je Mladeži Europske pučke stranke (YEPP) u drugom mandatu.

## Raniji život i obrazovanje
Rođen je 26. prosinca 1989. u Zagrebu.   
Obitelj Ressler u Našice je došla iz Austrije sredinom 19. stoljeća. Majka Ančica došla je u Zagreb početkom 1970-ih na studij medicine, gdje je kasnije ostala raditi kao liječnica većinu života. Otac Dubravko Marijanović rođen je u Tomislavgradu, BiH, odrastao u Baranji, a poslije kao liječnik radio u Osijeku i Zagrebu. Odrastao je u zagrebačkim kvartovima Utrine i Borovje, osnovnu školu je pohađao na Šalati, a VII. gimnaziju u Križanićevoj ulici.   
S izvrsnim uspjehom (magna cum laude) magistrirao je na Pravnom fakultetu u Zagrebu. Bio je demonstrator na "Katedri za opću teoriju prava i države" kod doc. dr. sc. Vanje Ivana Savića te na "Katedri za građansko pravo" kod profesorice Tatjane Josipović. Tri puta dobiva Dekanovu nagradu za izvrsnost, a dvije godine uzastopno biva stipendist Zaklade „Zlatko Crnić“ kao jedan od najboljih studenata generacije.   
Posljednju godinu fakulteta završio je na Sveučilištu u Sheffieldu u Engleskoj, u sklopu Erasmus studentske razmjene, gdje posebno proučava europsko javno pravo, vanjske odnose Europske unije, međunarodno javno pravo, pravo intelektualnog vlasništva i pravo društava.   
U okviru Europske udruge studenata prava (ELSA) i Hrvatskog debatnog društva (HDD), a kasnije i Sheffield Debating Society-a se bavi debatom. Sudjelovao je na tri svjetska sveučilišna debatna prvenstva – u Irskoj, Turskoj i na Filipinima, te brojnim domaćim (Split Open 1. mjesto) i europskim turnirima.   
Kao pravnik sudjeluje na nizu stručnih konferencija, seminara i edukacija.  Dva mjeseca je stažirao u odvjetničkom uredu u Beču koji se bavio zaštitom temeljnih prava pred Europskim sudom za ljudska prava. Sudjelovao je i u programu Ministarstva vanjskih poslova Francuske 'Programme d′invitation des personnalités d’avenir' te prošao edukaciju o digitalizaciji javnih službi u organizaciji Harvard Kennedy School.   
Na Max Planck institutu za međunarodno i strano kazneno pravo u Freiburgu, Njemačka, završava doktorat o trgovanju ljudima u jugoistočnoj Europi.

## Radno iskustvo
Na Pravnom fakultetu zaposlio se 2014. godine kao asistent pri Max Planck partnerskoj grupi za kazneno pravo i kriminologiju, koju vodi profesorica Anna-Maria Getoš Kalac.   
Fokus njegovog znanstvenog istraživanja bilo je trgovanje ljudima u jugoistočnoj Europi, tema koju obrađuje i u svojoj doktorskoj disertaciji. Kao asistent sudjeluje u brojnim projektima, konferencijama, edukacijama Grupe i studijskim boravcima na Max Planck Institutu u Freiburgu.  
Od 2013. do 2016. godine radi kao asistent, tada zastupniku u Europskom parlamentu, Andreju Plenkoviću. 
Radio je na nizu europskih tema i rezolucija važnih za Hrvatsku (primjerice na rezoluciji kojom je Europski parlament osudio djelovanje Vojislava Šešelja i rezoluciji o transparentnosti i odgovornosti europskih zastupnika).
Postaje savjetnik predsjednika Vlade za pravna i politička pitanja nakon što je HDZ na parlamentarnim izborima u jesen 2016. godine dobio najviše saborskih mandata, a Andrej Plenković mandat za sastavljanje Vlade. Kao savjetnik, sudjeluje na sjednicama užeg kabineta, u pripremi zakonodavnih prijedloga za sjednice Vlade. U suradnji s kolegama izrađuje analize, podloge za sastanke i pravna mišljenja. Svakodnevno komunicira s državnim dužnosnicima, službenicima, ministrima, državnim tajnicima i ostalim kolegama radi bržeg i učinkovitijeg donošenja i provođenja odluka. 
Sudjeluje u pripremama za sjednice Europskog vijeća i trenutno je član hrvatske delegacije koju predvodi predsjednik Vlade.

## Politička karijera
Član je HDZ-a od 2009. godine, a stranački angažman započinje u temeljnom ogranku "Antun Bauer".   
Za vrijeme studija pohađao je i uspješno završio Političku Akademiju, jednogodišnju edukaciju u organizaciji Zaklade hrvatskog državnog zavjeta (ZHDZ).   
Kasnije sudjeluje i na Političkoj Akademiji Plus – programu posebno osmišljenom za najuspješnije polaznike Akademije, u suradnji sa Zakladom Konrad Adenauer (KAS).  
Aktivno sudjeluje u dvije pobjedničke europske kampanje HDZ-a 2013. i 2014. i u kampanjama za parlamentarne izbore.  
Od prosinca 2017. do svibnja 2018. vodi radnu skupinu za izradu novog i modernog Statuta HDZ-a. Glavni ciljevi novog Statuta, usvojenog na XVIII. Općem (izvještajnom) saboru, su veća uključenost članica i članova, viši standardi unutarstranačke demokracije i jačanje transparentnosti u radu i financiranju stranke. Novi Statut naglašava političko usmjerenje prema daljnjem uključivanju i snažnijem sudjelovanju žena i mladih u tijelima HDZ-a na lokalnoj i nacionalnoj razini.
Bio je član Središnjeg izbornog povjerenstva HDZ-a koje nadzire provođenje unutarstranačkih izbora i sudjeluje u pripremi i propisnoj provedbi više desetaka izbora na različitim stranačkim razinama. 
Član je Povjerenstva za Statut te potpredsjednik stranačkog Odbora za pravosuđe.
Potpredsjednik je Mladeži Europske pučke stranke (YEPP) u drugom mandatu. Kao najveća europska politička organizacija mladih, raspravljaju, analiziraju i predlažu prije svega javne politike usmjerene prema mladima, ali i ostalim europskim temama. 
Koordinirao je izradu HDZ-ovog Programa „Hrvatska za generacije“ za izbore za Europski parlament 26. svibnja 2019. Program temelji se na pet ključnih poglavlja – uspješna europska Hrvatska, Europa rasta i poduzetništva, demokršćanski solidarna Europa, Europa nove generacije te sigurna i globalno snažna Europa. 
Na prijedlog Mladeži HDZ-a i HDZ-a Grada Zagreba, Predsjedništvo i Nacionalno vijeće HDZ-a imenovalo ga je nositeljem liste HDZa za europske izbore 26. svibnja 2019. godine. U Europski parlament izabran je s 52 309 glasova.  

## Europski parlament
U devetom sazivu Europskog parlamenta zastupnik Karlo Ressler djeluje u Odboru za proračune (BUDG) i Odboru za građanske slobode, pravosuđe i unutarnje poslove (LIBE). Također, član je Izaslanstva za odnose s Narodnom Republikom Kinom (D-CN) i Izaslanstva u Parlamentarnom odboru za stabilizaciju i pridruživanje EU-a i Albanije (D-AL).  

## Privatni život
Oženjen je odvjetnicom Karlom Ressler s kojom ima kćeri Beatu (2014.) i Doru (2020.) te sina Bornu (2017.). Posinak je Vladimira Šeksa.